# Estancia Parada Arteaga

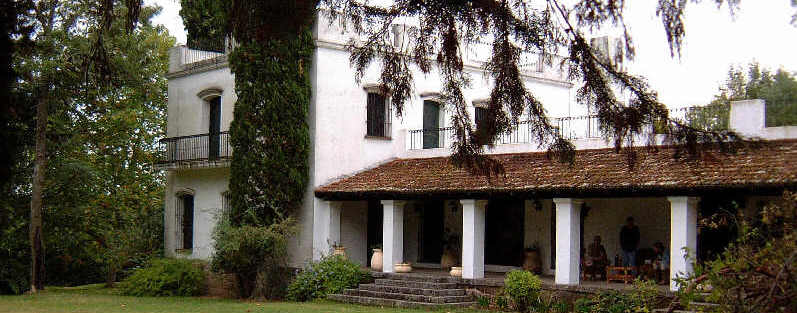

Parada Arteaga ist eine Estancia (Landgut/Rinderfarm) im uruguayischen Departamento Florida mit einem Herrenhaus und Wirtschaftsgebäudetrakt, dem Casco, erbaut im (neo-) kolonialspanischen Stil in den 1920er Jahren. Der Name „Parada“ (Haltestelle) weist darauf hin, dass das Gut seinen eigenen kleinen Bahnhof zur Viehverladung an der Bahnstrecke Toledo–Rio Branco hatte. „Arteaga“ war der Name der Eigentümerfamilie zur Mitte des 20. Jahrhunderts.
Die Estancia ist heute ein (Eukalyptus-) forstwirtschaftlicher Betrieb von circa 3.000 Hektar Größe mit der Pensionskasse der Universitätsangestellten Uruguays als Eigentümer. Herrenhaus / Casco werden zurzeit (2010) nicht genutzt und sind nicht öffentlich zugänglich.

## Geschichte
Parada Arteaga wurde in der ersten Hälfte des 19. Jahrhunderts von dem anglo-uruguayischen Estanciero Juan Jackson gegründet (nachdem die Ländereien Mitte des 18. Jahrhunderts bereits lose unter der Herrschaft der Jesuiten standen) und war für die folgenden 150 Jahre ein bedeutender Schafzucht- und Wollproduktionsbetrieb. Die längste Zeit war der Name „Estancia del Cerro“ gebräuchlich.
Die Estancia sah Kämpfe zur Zeit der „Revolución de las lanzas“ 1870–72 währenddessen sich die Truppen beider Konfliktparteien vom Land, nämlich vom Viehbestand ernährten.
Das Gut wurde, oft entlang der weiblichen Linie, von Generation zu Generation vererbt, zu Anfang des 20. Jahrhunderts in den Besitz der Familie Heber, dann der Familie de Arteaga. 
Noch heute kündet der große Scherstall mit seinen 24 ausgedienten Schermaschinen von der immensen Anzahl Schafe, die hier ihre Wolle ließen und oft von hier ihre letzte Reise als Lebendvieh erst per Bahn und dann per Schiff in den Nahen Osten antraten.
In den Jahren 2003–2006 wurde der Casco als Hotel geführt.